# Illye
Illye falu Romániában, Bihar megyében.

## Fekvése
Bihar megyében, Nagyszalontától délnyugatra, Kötegyán és Erdőgyarak között fekvő település.

## Története
Illye nevét a Váradi regestrum a XIII. században említi először egy odavaló lakossal kapcsolatban. 1332-1337 között a pápai tizedjegyzékben neve Villa Helye és Eliae néven található.
A Bölönyi család levéltárában található 1409-ben kelt oklevél a vásári nemesek birtokaként említi. 1435-ben már a mai nevén Illyeként van feljegyezve. Az 1400-as évek közepétől a Szentiványi család volt Illye birtokosa. A középkori település a török pusztítások előtt a Telek nevű dűlő helyén állt. A falu mellett fekvő Csumegy puszta hajdan község volt.
1700 körül egyezség útján került a család egyik nőtagja Szentiványi Jozefa (báró Szepessy Jánosné) birtokába, kinek elhunyta után annak gyermekei örökölték, míg a további részeket  özv. Szláviné, gróf Apraxin Sergiusné, a Beöthy és a Csanády családok tagjai örökölték.
A 20. század elején báró Wilburg, Beöthy, Szlávy és a báró Szepessy családoknak volt itt nagyobb birtoka. Illyének két gőzmalma is volt.
A település a trianoni békeszerződés előtt Bihar vármegye Nagyszalontai járásához tartozott.
1910-ben 2426 lakosa volt. Ebből 1854 román, 499 magyar, 4 német és 69  egyéb nemzetiségű volt.

## Nevezetességek
- Görögkeleti temploma - 1826-ban épült.
- Miskolczy-kúria[2] (Műemlékvédelmi kód: BH-II-m-B-01135)